# Medusa de Titulcia

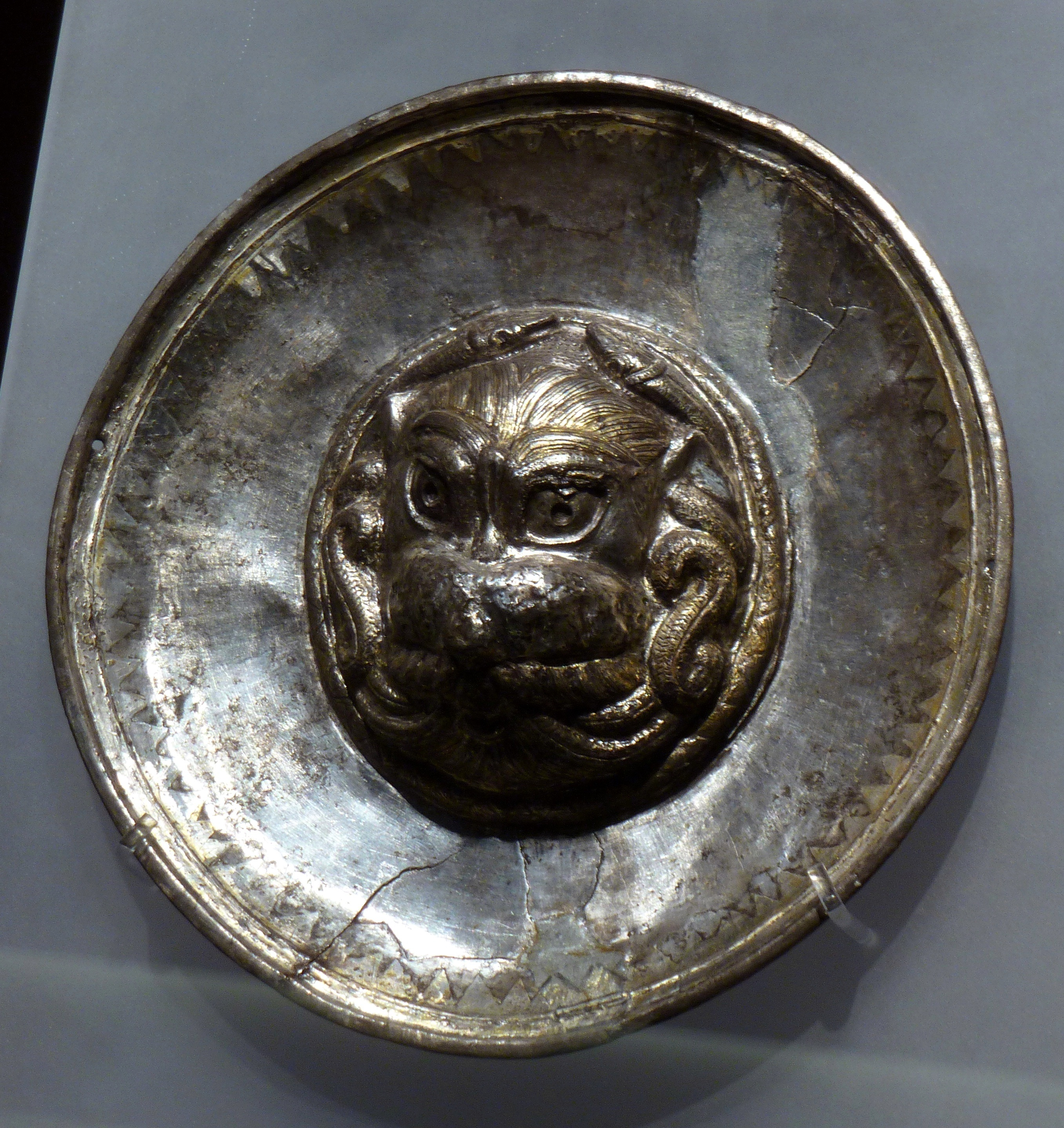
Patère de Titulcia.

La Medusa de Titulcia (ou Patère de Titulcia) est une patère en argent et en or datée entre le IVe et le IIIe siècle av. J.-C. qui a été élaborée par les Carpétans. C'était un peuple pré-romain qui faisait partie des tribus celtes et qui habitaient dans la zone centrale de la Péninsule Ibérique, principalement sur le cours haut de la rivière Tage, dans le territoire qui comprend aujourd'hui une partie des actuelles provinces espagnoles de Guadalajara, de Tolède, de Madrid et de Ciudad Real.

## Lieu de découverte
La patère est découverte durant l'été 2009 par un jeune archéologue espagnol du nom d'Ángel Rellero. Cette découverte est trouvée dans le gisement dénommé « Cerrón », situé aux environs de la ville de Titulcia, dans le Comarque de Las Vegas (province et Communauté de Madrid).

## Symbologie
Il s'agit d'une patère, un plat peu profond employé dans les cérémonies et les rites religieux de l'Antiquité, comme la libation, avec une présence d'éléments iconographiques hellénistiques.

## Caractéristiques
- Forme : patère.
- Matériaux : or et argent.
- Contexte/style : La Tène, ibérico-hellénistique.
- Technique : embossage et gravure.
- Iconographie : tête de félin avec une auréole formée par deux serpents[1].
- Diamètre : 18 centimètres

## Conservation
La pièce fut restaurée par des membres du Musée archéologique régional de la Communauté de Madrid.

## Annexe